# Copa Premier Honor Uruguayo
La Copa Premier Honor Uruguayo (français : Coupe d'Honneur Premier Uruguayen) était une compétition amicale internationale de football disputée par les équipes nationales d'Uruguay et d'Argentine. Elle a été disputée à treize reprises entre 1911 et 1924. Tous les matchs ont été joués à Montevideo.

## ِContexte
En dehors du championnat britannique des Nations constitutives, la rencontre Argentine-Uruguay est l'une des plus anciennes rencontres du football international. Au cours des années 1910 et 1920, les deux équipes se sont affrontées régulièrement jusqu'à quatre fois par an. En plus des matchs du championnat sud-américain, la Copa Premier Honor Uruguayo était l'un des nombreux trophées pour lesquels les deux équipes nationales se disputaient régulièrement à cette époque. Les autres trophées comprenaient la Copa Premier Honor Argentino, qui se jouait à Buenos Aires, la Copa Lipton et la Copa Newton.
Pour le match final en 1924, les deux équipes ont été sélectionnées par des associations nationales dissidentes. L'équipe d'Argentine représentait l'Asociación Amateurs de Football tandis que l'équipe d'Uruguay représentait l'Association uruguayenne de football, les deux associations étant formées en dehors des organismes officiels AFA et AUF.

## Liste des champions

### Finales
La liste suivante comprend toutes les éditions de la Copa Premier Honor Uruguayo :
| Edition | Année | Vainqueur | Score | Finaliste | Stade                       |
| ------- | ----- | --------- | ----- | --------- | --------------------------- |
| 1       | 1911  | Uruguay   | 1–1   | Argentine | Estadio Gran Parque Central |
| 1       | 1911  | Uruguay   | 3–0   | Argentine | Estadio Gran Parque Central |
| 2       | 1912  | Uruguay   | 3–0   | Argentine | Estadio Gran Parque Central |
| 3       | 1913  | Uruguay   | 1–0   | Argentine | Estadio Gran Parque Central |
| 4       | 1914  | Uruguay   | 3–2   | Argentine | Estadio Gran Parque Central |
| 5       | 1915  | Argentine | 3–2   | Uruguay   | Estadio Gran Parque Central |
| 6       | 1916  | Argentine | 1–0   | Uruguay   | Estadio Belvedere           |
| 7       | 1917  | Argentine | 2–0   | Uruguay   | Estadio Gran Parque Central |
| 8       | 1918  | Uruguay   | 1–1   | Argentine | Parque Pereira              |
| 8       | 1918  | Uruguay   | 3–1   | Argentine | Parque Pereira              |
| 9       | 1919  | Uruguay   | 4–1   | Argentine | Parque Pereira              |
| 10      | 1920  | Uruguay   | 2–0   | Argentine | Estadio Gran Parque Central |
| 11      | 1922  | Uruguay   | 1–0   | Argentine | Estadio Gran Parque Central |
| 12      | 1923  | Argentine | 2–2   | Uruguay   | Estadio Gran Parque Central |
| 12      | 1923  | Argentine | 2–0   | Uruguay   | Estadio Gran Parque Central |
| 13      | 1924  | Argentine | 3–2   | Uruguay   | Estadio Pocitos             |

### Titres par pays
| Team      | Titles | Years won                                      |
| --------- | ------ | ---------------------------------------------- |
| Uruguay   | 8      | 1911, 1912, 1913, 1914, 1918, 1919, 1920, 1922 |
| Argentine | 5      | 1915, 1916, 1917, 1923, 1924                   |